# Mokrzyszówka
Mokrzyszówka – struga; dopływ Trześniówki. Mokrzyszówka wpada do Trześniówki w okolicach przysiółka Orliska. Jej źródło znajduje się w okolicach Dąbrowicy.
Rzeka przepływa między innymi przez Chmielów, Mokrzyszów i Ocice.